# Condado de Licking
O Condado de Licking é um dos 88 condados do estado americano de Ohio. A sede do condado é Newark, e sua maior cidade é Newark. O condado possui uma área de 1 783 km² (dos quais 5 km² estão cobertos por água), uma população de 145 491 habitantes, e uma densidade populacional de 82 hab/km² (segundo o censo nacional de 2000). O condado foi fundado em 1808.